# 柿沼正明
柿沼 正明（かきぬま まさあき、1965年9月26日 - ）は、日本の政治家。民主党所属の元衆議院議員（1期）。

## 人物
群馬県太田市生まれ。
太田市立宝泉中学校、群馬県立太田高等学校を経て、1989年に一橋大学経済学部（石弘光ゼミナール）を卒業し、日本興業銀行（のちのみずほフィナンシャルグループないしみずほコーポレート銀行）に入行。
2003年4月、14年間勤めた銀行を退職。同年11月、第43回衆議院議員総選挙の広島1区に初めて立候補するが、自由民主党で元内閣府特命担当大臣の岸田文雄に敗れ、落選。
2005年、第44回衆議院議員総選挙では、故郷の群馬3区に立候補するが、自民党で元農林水産大臣の谷津義男に敗れ、落選。
2009年、第45回衆議院議員総選挙では谷津を破り、初当選。
2009年10月、衆議院経済産業委員会理事に就任。
2010年10月、民主党政策調査会長補佐に就任。
2010年10月、衆議院財務金融委員会理事に就任。
2012年、第46回衆議院議員総選挙では自民党の笹川博義に敗れ、比例復活ならず落選。

## 略歴
- 1965年 群馬県太田市出身
- 1980年 太田市立宝泉中学校卒業
- 1983年 群馬県立太田高等学校卒業
- 1989年 一橋大学経済学部（石弘光ゼミナール）卒業
- 1989年 日本興業銀行入行、広島支店配属
- 1994年 日本興業銀行本店業務委員会
- 1997年 日本興業銀行本店営業5部
- 2001年 日本興業銀行福岡支店
- 2002年 みずほコーポレート銀行福岡営業部
- 2003年 退職
- 2003年 第43回衆議院議員総選挙広島1区で落選
- 2005年 第44回衆議院議員総選挙群馬3区で落選
- 2009年 第45回衆議院議員総選挙群馬3区で初当選
- 2012年 第46回衆議院議員総選挙群馬3区で落選

## 趣味
- アウトドア：特に、山歩き・川遊び
- ビオトープと生物飼育：メダカ・蛙
- 居酒屋談義：日本酒・焼酎・ビールで政談、ウィスキー・ワインで人生相談）
- 数字・表・グラフ・ランキングマニア
- 尊敬する人物：西郷隆盛・米内光政・中島知久平・中山素平